# Vestergaard (entreprise)
Pour les articles homonymes, voir Vestergaard.
Vestergaard est une entreprise dont le siège social est à Lausanne, en Suisse, fabriquant des outils santé publique pour les populations des pays en développement. Fondée sous le nom de Vestergaard Frandsen en 1957 en tant que fabricant d'uniformes, l'entreprise est devenue dans les années 1990 une entreprise fabriquant des produits pour l'aide humanitaire. Elle est aujourd'hui surtout connue pour avoir inventé le filtre à eau LifeStraw et la moustiquaire PermaNet,.

## Histoire
Vestergaard est fondée en 1957 au Danemark par Kaj Vestergaard Frandsen, ancien agriculteur et grand-père de Mikkel Vestergaard Frandsen l'actuel propriétaire. À l'origine, l'entreprise fabrique des doublures pour vestes et uniformes,. Le fils de Kaj, Torben, prend la relève en 1970. La production a d'abord été déplacée en Irlande, puis en Pologne en 1989.
En 1990, Torben achète 1 million de mètres de surplus de tissu de l'armée suédoise utilisé pour les uniformes et l'a transformé en couvertures pour les organisations humanitaires. C'est le début d'une réorientation de l'entreprise qui se poursuit après que Mikkel soit persuadé de rejoindre l'entreprise par son père en 1993,. Ce dernier a travaillé à Lagos dès l'âge de 19 ans à la tête d'une affaire d'importation de voitures d'occasion mais a du rapidement rentrer travailler avec son père au Danemark suit au coup d'état de 1993 au Nigéria. En 1997, Torben et Mikkel décident de scinder l'entreprise en deux entreprises distinctes, l'une pour les uniformes féminins, l'autre pour les textiles humanitaires, puis Mikkel a racheté les parts de son père et a arrêté de produire des uniformes.
Sous la direction de Mikkel, l'entreprise s'est concentrée sur le modèle commercial de l'entrepreneuriat humanitaire, l'innovation de produits qui améliore la vie des gens et génère des bénéfices,,.
En 1994, le Carter Center contacte Vestergaard pour fournir des filtres en nylon permettant de nettoyer l'eau des larves de ver de Guinée. En 1996, la Fondation Carter perfectionne le système en remplaçant le filtre en nylon par un filtre en acier, fixé à un tuyau de PVC, créant ainsi l'ancêtre de la LifeStraw. En 2005, Mikkel reprend ce système pour créer la LifeStraw, un filtre à eau portable de 22 centimètres de long. Ce dispositif, breveté par Vestergaard, utilise aucun produit chimique et retient 99,9 % des micro-organismes et des bactéries, y compris ceux responsables du choléra et de la typhoïde.
L'entreprise a déplacé son siège social de Kolding à Lausanne en 2005-2006, ce qui, selon elle, visait à mieux attirer des employés spécialisés et en raison de la présence en Suisse d'organisations internationales telles que les agences des Nations Unies et la Croix-Rouge. En 2010, la taille de l'entreprise était environ 20 fois supérieure qu'à de l'arrivée de Mikkel Vestergaard. Il a continué à travailler sur des innovations de produits pour les maladies à transmission vectorielle, les maladies d'origine hydrique et la sécurité alimentaire. En 2007, en raison de l’augmentation du nombre de moustiques résistants aux insecticides, une nouvelle moustiquaire a été développée comme moustiquaire combinée avec une efficacité accrue contre les moustiques résistants aux insecticides. Vestergaard est membre du Pacte mondial des Nations Unies depuis 2008 et a initié, puis participé au Dialogue sur l'industrie des moustiquaires organisé par la Global Business Coalition en 2009. En 2012, Vestergaard a développé IR Mapper, un outil en ligne permettant de cartographier la résistance aux insecticides.
Mikkel Vestergaard Frandsen a quitté ses fonctions de PDG en janvier 2020 et a été remplacé par Michael Joos. En 2025, le PDG est Amar Ali.

## Produits
L'entreprise propose plusieurs produits « textiles de contrôle des maladies » conçus comme des interventions sanitaires pour les pays moins développés économiquement.
Les produits phares de l'entreprise sont les suivants :
- LifeStraw[17]. Un filtre à eau conçu pour être utilisé par une seule personne pour filtrer l'eau potable. Il a été breveté et conçu par Kamalakannan et filtre un maximum de 1000 litres d'eau, soit suffisamment pour une personne pendant un an. Il élimine presque toutes les bactéries et parasites transmis par l'eau[18]. Le fabricant produit également d'autres styles du produit LifeStraw : 
  - le LifeStraw Family, une unité plus grande conçue pour un usage familial,
  - la bouteille d'eau LifeStraw Go, qui intègre un filtre LifeStraw dans une bouteille d'eau de sport de 22 onces[19].

- ZéroFly. Les produits ZeroFly sont des matériaux traités aux insecticides, notamment des bâches[20] et des sacs de rangement[21].

## Reconnaissance
L'entreprise a été nommée parmi les 50 meilleures entreprises du classement Fast Company en 2007. L'entreprise a remporté le prix de l'innovation sociale et économique de The Economist en 2009.